# Меморијална награда Ирвинг Г. Талберг
Меморијална награда Ирвинг Г. Талберг (енгл. Irving G. Thalberg Memorial Award) додељује се периодично од стране Академије филмских уметности и наука на церемонији доделе награде Говернорс „креативним продуцентима, чија уметничка дела одражавају константан висок квалитет филмске продукције”. Епоним награде је Ирвинг Талбер, легендардни председник Одељења за продукцију у Метро-Голдвин-Мејеру, који је за компанију стекао репутацију радећи софистициране филмове. Сам трофеј је биста Талберга а не позната статуета „Оскар”. Међутим, и даље се води као „почасни Оскар”. Награда је први пут додељена 1937. године и први пут представљена на 10. Оскару марта 1938. године. До данас је додељено 39 Талбергових стауета.

## Списак добитника
- 1937 (10) — Дарил Ф. Занук
- 1938 (11) — Хал Б. Волис
- 1939 (12) — Дејвид О. Селзник
- 1941 (14) — Волт Дизни
- 1942 (15) — Сидни Френклин
- 1943 (16) — Хал Б. Волис
- 1944 (17) — Дарил Ф. Занук
- 1946 (19) — Самјуел Голдвин
- 1948 (21) — Џери Волд
- 1950 (23) — Дарил Ф. Занук
- 1951 (24) — Артур Фрид
- 1952 (25) — Сесил Б. Демил
- 1953 (26) — Џорџ Стивенс
- 1956 (29) — Бади Адлер
- 1958 (31) — Џек Л. Ворнер
- 1961 (34) — Стенли Крамер
- 1963 (36) — Сем Спигел
- 1965 (38) — Вилијам Вајлер
- 1966 (39) — Роберт Вајз
- 1967 (40) — Алфред Хичкок
- 1970 (43) — Ингмар Бергман
- 1973 (46) — Лоренс Вајнгартен
- 1975 (48) — Мервин Лерој
- 1976 (49) — Пандро С. Берман
- 1977 (50) — Волтер Мајриш
- 1979 (52) — Реј Старк
- 1981 (54) — Алберт Р. Броколи
- 1986 (59) — Стивен Спилберг
- 1987 (60) — Били Вајлдер
- 1990 (63) — Дејвид Браун и Ричард Д. Занук
- 1991 (64) — Џорџ Лукас
- 1994 (67) — Клинт Иствуд
- 1996 (69) — Сол Зенц
- 1998 (71) — Норман Џуисон
- 1999 (72) — Ворен Бејти
- 2000 (73) — Дино де Лаурентис
- 2009 (82) — Џон Кели
- 2010 (83) — Франсис Форд Копола

## Остали номиновани
Остали номиновани за 11. Оскар (само годину за коју су непобедничке номинације биле објављене):
- Семјуел Голдвин
- Џо Пастернак
- Дејвид О. Селзник
- Хант Стромберг
- Волтер Вангер
- Дарил Ф. Занук